# Stenros
Stenros, törnros eller hundros (Rosa canina), en klättrande vildrosart som växer naturligt i norra Afrika, västra Asien och europeiska kontinenten.

## Beskrivning
Kronbladen är rosa, men vissa hybrider har ljusare färger, sitter i klasar med omkring fem blommor i varje, och blommar under högsommaren. Nyponen innehåller mycket C-vitamin och används ofta till teer och marmelader. De kan också användas till nyponsherry. Under andra världskriget planterades ofta stenrosen i så kallade Victory gardens i USA.
Stenrosen förväxlas lätt med nyponros. 

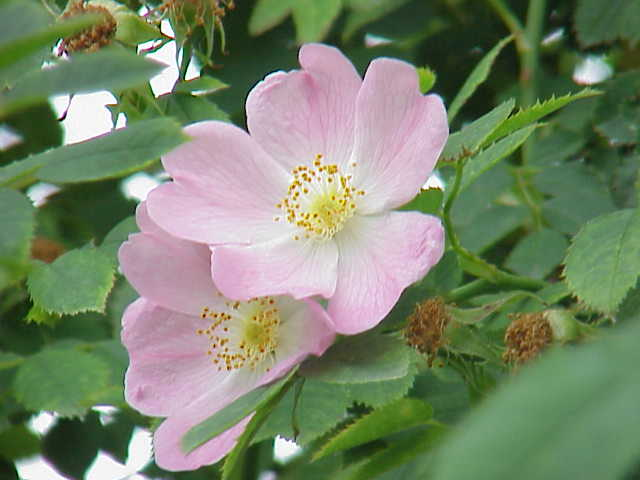
Stenros

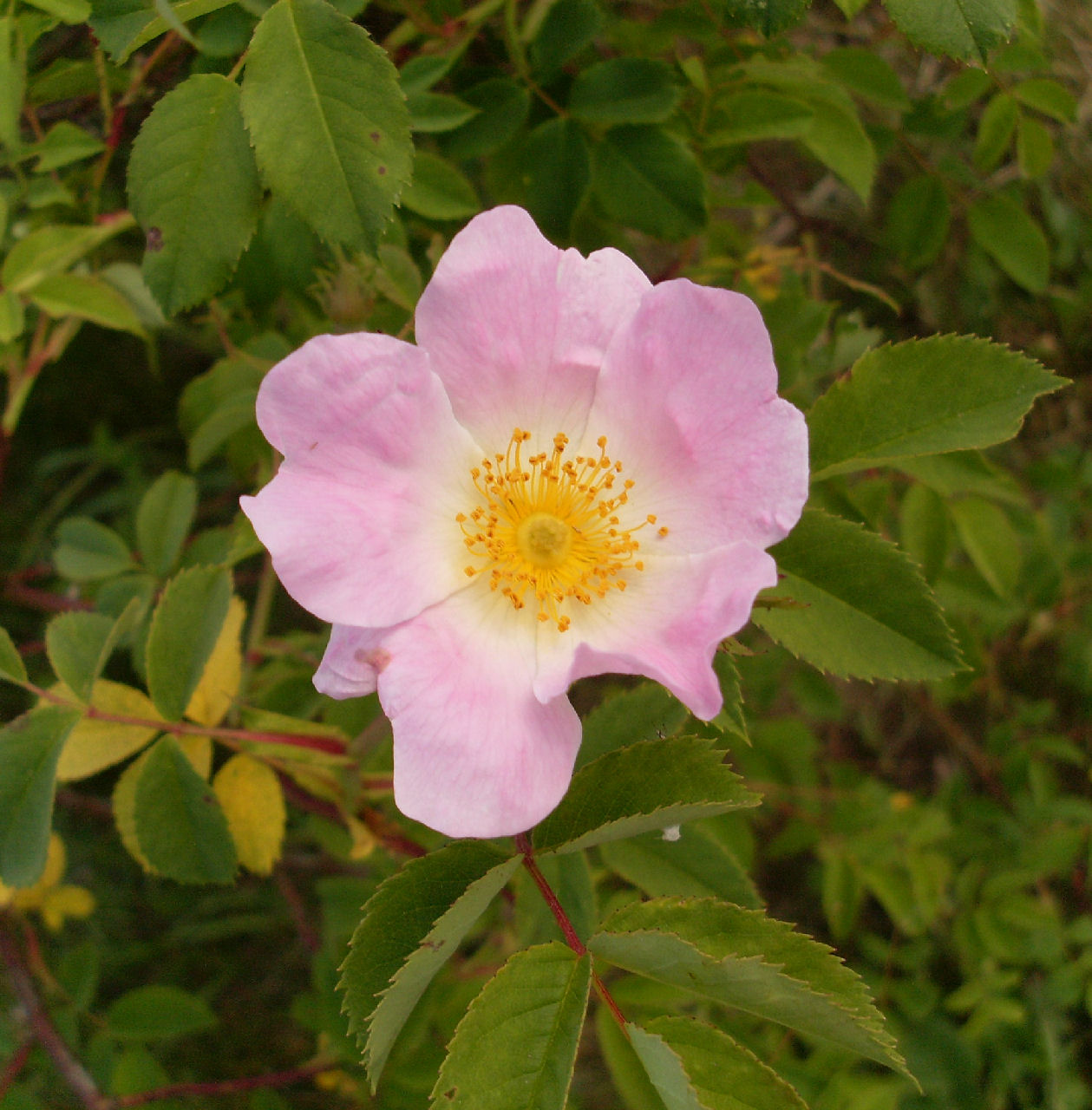
Nyponros

## Etymologi
Det vetenskapliga namnet canina betyder hund och arten heter motsvarande hundros på flera språk.

## Hybrider
Hårig stenros (R. ×dumetorum) är en hybrid mellan stenros och Rosa obtusifolia. Den räknades tidigare som en underart till stenrosen. Till skillnad från stenrosen är bladundersidorna håriga.

## Bygdemål
| Namn              | Trakt    | Källa |
| ----------------- | -------- | ----- |
| Hibentorn         | Blekinge | [ 4 ] |
| Hyba, hypa, hyben | Halland  | [ 4 ] |
| Hyven, hyventorn  | Skåne    | [ 4 ] |
| Njupon            | Halland  | [ 4 ] |

## Synonymer
- Rosa gabrielis F.Gérard ex Magn.
- Rosa carionii Déségl. & Gillot
- Rosa communis var. sublaxa Rouy & E.G.Camus, 1900
- Rosa communis var. pseudoravaudii Rouy & E.G.Camus, 1900
- Rosa communis var. mollardiana (Moutin) Rouy & E.G.Camus, 1900
- Rosa communis var. gabrielis (F.Gérard) Rouy & E.G.Camus, 1900, comb. illeg.
- Rosa communis var. ellipsoides (Godet) Rouy & E.G.Camus, 1900, comb. illeg.
- Rosa communis var. carionii (Déségl. & Gillot) Rouy & E.G.Camus, 1900, comb. illeg.
- Rosa communis var. brizoniana Rouy & E.G.Camus, 1900
- Rosa communis var. augustodinensis Rouy & E.G.Camus, 1900
- Rosa canina var. ramosissima Rau, 1816
- Rosa canina var. globosa Desv., 1813